# Denis Gómez (futbolista)
Denis Leonardo Gómez Lozano (Lorica, Colombia, 7 de octubre de 1991) es un futbolista colombiano. Juega como defensa o mediocampista.

## Palmarés

### Torneo Nacionales
| Club                 | País     | Año         |
| -------------------- | -------- | ----------- |
| Atlético Bucaramanga | Colombia | 2011        |
| América de Cali      | Colombia | 2011        |
| Uniautónoma          | Colombia | 2013        |
| Jaguares de Córdoba  | Colombia | 2013 - 2015 |
| Atlético Huila       | Colombia | 2015        |
| Jaguares de Córdoba  | Colombia | 2016        |
| Rionegro Águilas     | Colombia | 2017 - 2018 |
| CSF Speranta         | Moldavia | 2020        |

| Título    | Equipo              | País     | Año  |
| --------- | ------------------- | -------- | ---- |
| Primera B | Jaguares de Córdoba | Colombia | 2014 |